# Morgoth's Ring
Морготов прстен (енгл. Morgoth's Ring) је десети том серијала The History of Middle-earth, који је Кристофер Толкин саставио на основу рукописа свог оца Џ. Р. Р. Толкина. Објављен је 1993. године. Књига садржи „Анале Амана”, који приказују историју Арде са уносима по годинама, као у стварним аналима, и „Athrabeth Finrod ah Andreth”, који представља разговор о смрти и бесмртности између једног вилењака и једне жене.
Рецензенти су поздравили овај том, истичући да показује како се Толкин суочавао са тешким питањима сопствене митологије и како се мучио да их усклади, до те мере да неуспешно покушава да разори и изнова изгради целокупну космологију Арде. Међу темама којима се књига бави налазе се смрт, бесмртност и степен у којем је Толкин унео хришћанство у Средњу земљу; зло и порекло оркова; као и Толкинови покушаји да своју митологију замени „измишљеном историјом”.

### Наслов и натписи
Наслов овог тома потиче из једне реченице из једног од Толкинових есеја: „Као што је Саурон усредсредио своју моћ у Јединствени прстен, Моргот је расуо своју моћ у саму материју Арде, тако да је цела Средња земља била Морготов прстен.”
На првим страницама сваког тома Историје Средње земље налази се натпис у феанорским карактерима (Тенгвар, писмо које је Толкин осмислио за Високе Вилењаке), који је написао Кристофер Толкин и који описује садржај књиге. Натпис у Књизи X гласи: „У овој књизи дати су многи познији списи Џона Роналда Руела Толкина који се тичу историје старих дана, од Музике Аинура до сакривања Валинора; овде се много говори о Сунцу и Месецу, о бесмртним Елдарима и смрти Атана; о настанку оркова и злој моћи Мелкора, Моргота, Црног Непријатеља Света.”

## Пријем

### Смрт, бесмртност и хришћанство
Рецензирајући Морготов прстен за журнал Mythlore, Глен Гуднајт је написао да у њој Кристофер Толкин води читаоца у „нову трећу фазу очевог поимања Средње земље након писања Господара прстенова — његово прерађивање и додавање митологији.” По његовом мишљењу, књига представља велико „тектонско померање”, доносећи „запањујућа открића“ о Толкиновом развоју Средње земље. Једно од тих открића је „Athrabeth Finrod ah Andreth” (срп. Расправа Финрода и Андрет), дело које је требало да буде последњи прилог у додатку Силмарилиона; оно представља гледишта о смрти која имају људи и вилењаци. Андрет се жали на неправедност кратког људског живота, верујући да је смрт наметнуо Моргот, док Финрод говори о нади и тврди да смрт људима није наметнута, већ дата од стране Еруа. Толкин у коментару тог одломка пише да је „Финрод већ наслутио да је искупитељска улога првобитно била посебно додељена људима”, што наводи Гуднајта да закључи да Толкин овде „веома блиско повезује своју митологију са својом вером и теолошким уверењима у примарном свету”.
У својој књизи The Evolution of Tolkien's Mythology из 2008. године, Елизабет Витингам назива Атрабет Толкиновим најближим приступом хришћанској теологији у целом његовом легендаријуму. Она такође напомиње да је Глорфиндел једини вилењак који је реинкарниран, док је Толкин тај концепт одбацио на свим другим местима. Према речима Дидри Досон, која је рецензирала Витингамину књигу, то указује на чињеницу да је Толкин сачувао „могућност” тог нехришћанског концепта како би вилењацима омогућио бесмртност.

### Зло и порекло оркова
Толкин се дуго и безуспешно борио са питањем порекла оркова: да ли су они „непоправљиво зли” (ако потичу из зла) или, као што овде наводи, потичу од људи (који би могли бити искупљени). Амелија Ратлиџ пише да је „теодицеја, проучавање правде и природе зла”, „централна тема” Морготовог прстена. Дејвид Братман, у билтену Mythprint, сматра занимљивим Толкиново објашњење да, за разлику од Сауронове, Морготова злоба није могла бити потпуно истерана из света, јер је он себе расуо кроз целокупну физичку материју света. Све у свему, Братман пише да су филозофски списи у овом тому „различити од скоро свега другог” у Историји Средње земље, пошто „највише подсећају на нека од дугих, саморазјашњавајућих писама која је Толкин писао читаоцима крајем 1950-их”.

### „Измишљена историја” насупрот митологији
Чарлс Ноуд пише да је Толкин „практично покушавао [деструктивну] поновну изградњу своје митологије”, укључујући космологију Арде, „вилењачку реинкарнацију, порекло оркова и моћи Моргота”. Ноуд коментарише да је покушај да се преобликује космологија био „узнемирујући и деструктивни дебакл” који би, у суштини, демитологизовао читаву Толкинову митологију, али да је у осталим покушајима решавања проблема Толкин углавном био успешан. Дидри Досон описује ту ситуацију као Толкиново „поступно удаљавање од архетипова и структура старих паганских митова ка митологији за модерно доба, која укључује више елемената инспирисаних библијским текстовима”, што се може видети у Морготовом прстену.
Братман коментарише да читалац у одељак „Преображени митови” улази на сопствени ризик, „јер ћете овде видети како аутор испитује саме темеље своје субкреације”. Тај материјал такође открива зашто Толкин није могао да доврши Силмарилион, јер се мучио са својом променљивом представом о томе да ли је прихватљивија митологија или „измишљена историја”. Каснији том Природа Средње земље приказује још више Толкинових покушаја да разреши ову дилему.

### СтруктураСилмарилиона
Гуднајт пише да би материјали у Морготовом прстену могли радикално да промене Силмарилион, да је Толкин поживео довољно да га заврши „према сопственом задовољству”. Ноуд, у рецензији Морготовог прстена за Mallorn, одобрава Толкинову намеру да свом планираном Силмарилиону да облик у којем би се „Athrabeth” налазио на крају текста, а „Велике приче” биле штампане у целини као додаци. По његовом мишљењу, та структура би представљала велико унапређење. Он хвали Кристофера Толкина за „јасноћу излагања... обучену у изразиту грациозност”.